# برکه گرد (جاده درگهان -گیاهدان)
برکه گرد (جاده درگهان -گیاهدان) مربوط به اواخر دوره قاجار - دوره پهلوی اول است و در شهرستان قشم، ابتدای جاده درگهان به گیاهدان، روبروی نیروگاه واقع شده و این اثر در تاریخ ۳۰ تیر ۱۳۸۴ با شمارهٔ ثبت ۱۲۲۸۵ به‌عنوان یکی از آثار ملی ایران به ثبت رسیده است.